# وایلد (بازی ویدئویی)
وایلد (به انگلیسی: Wild) یک بازی ویدئویی لغوشده جهان باز در سبک ماجراجویی بود که توسط وایلد شیپ استودیو در دست ساخت بوده و قرار بود توسط سونی اینتراکتیو انترتینمنت در تاریخی نامشخص و به طور انحصاری برای کنسول پلی‌استیشن ۴ منتشر شود. بازی وایلد در طی زمان دوران نوسنگی (۴۰۰۰-۸۰۰۰ پیش از میلاد) و در جهانی به اندازهٔ قاره اروپا دنبال می‌شد.